# Сканирующий атомно-силовой микроскоп

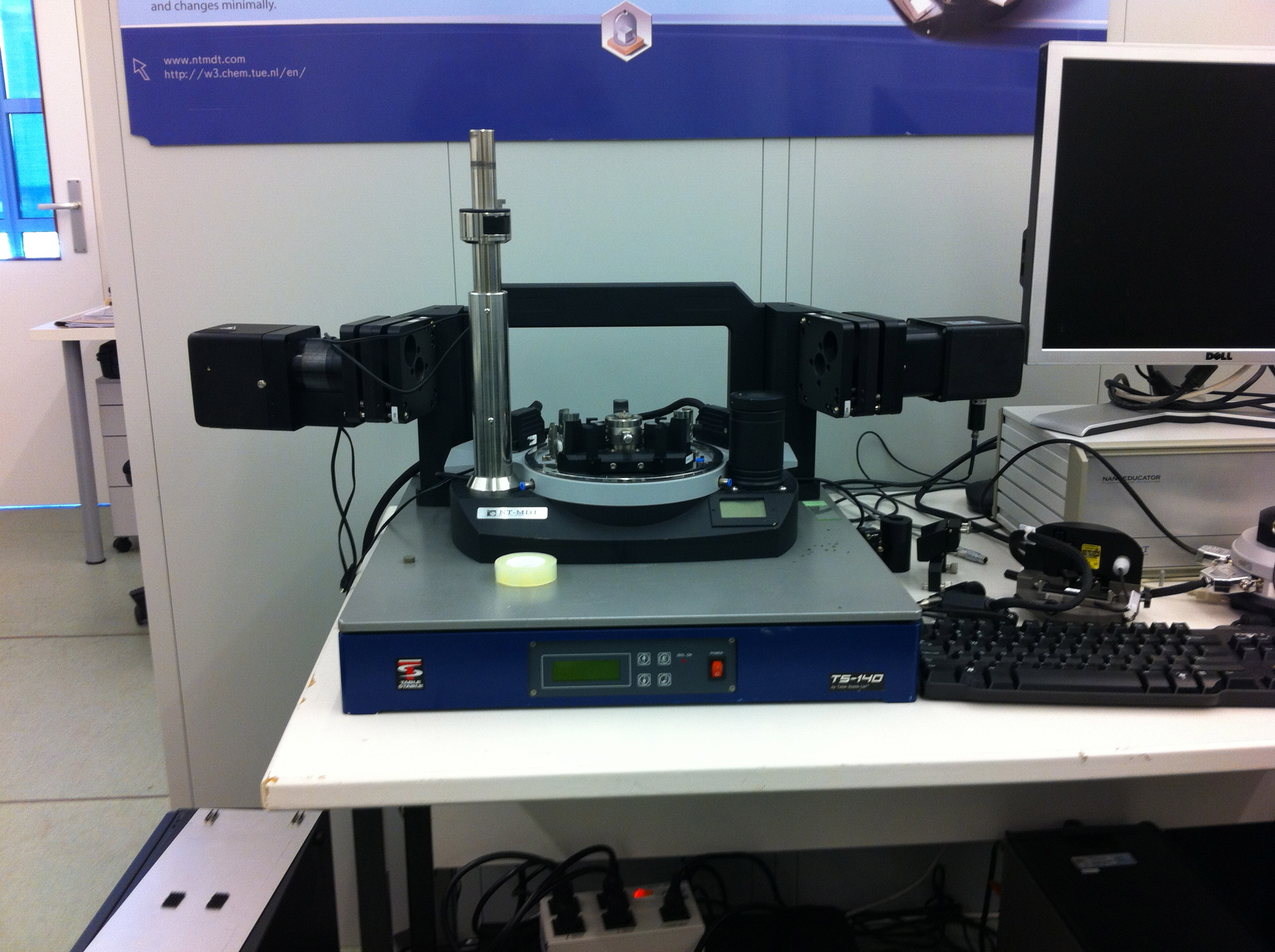
Атомно-силовой микроскоп

Атомно-силовой микроскоп (АСМ, англ. AFM — atomic-force microscope) — сканирующий зондовый микроскоп высокого разрешения, способный определять рельеф поверхности с разрешением от нанометра и выше.
В отличие от сканирующего туннельного микроскопа с помощью атомно-силового микроскопа можно исследовать как проводящие, так и непроводящие поверхности.
Атомно-силовой микроскоп был создан в 1982 году Гердом Биннигом, Кельвином Куэйтом и Кристофером Гербером в Цюрихе (Швейцария), как модификация изобретённого ранее сканирующего туннельного микроскопа.
Для определения рельефа поверхностей непроводящих тел использовалась упругая консоль (кантилевер), отклонение которой, в свою очередь, определялось по изменению величины туннельного тока, как в сканирующем туннельном микроскопе. Однако такой метод регистрации изменения положения кантилевера оказался не самым удачным, и двумя годами позже была предложена оптическая схема: луч лазера направляется на внешнюю поверхность кантилевера, отражается и попадает на фотодетектор. Такой метод регистрации отклонения кантилевера реализован в большинстве современных атомно-силовых микроскопов.
Изначально атомно-силовой микроскоп фактически представлял собой профилометр, только радиус закругления иглы был порядка  10−9 м. Стремление улучшить латеральное разрешение привело к развитию динамических методов. Пьезовибратором возбуждаются колебания кантилевера с определённой частотой и фазой. При приближении к поверхности на кантилевер начинают действовать силы, изменяющие его частотные свойства. Таким образом, отслеживая частоту и фазу колебаний кантилевера, можно сделать вывод об изменении силы, действующей со стороны поверхности и, следственно, о рельефе.
Дальнейшее развитие атомно-силовой микроскопии привело к возникновению таких методов, как магнитно-силовая микроскопия, силовая микроскопия пьезоотклика, электро-силовой микроскопии.

## Принцип работы

Схема работы атомно-силового микроскопа

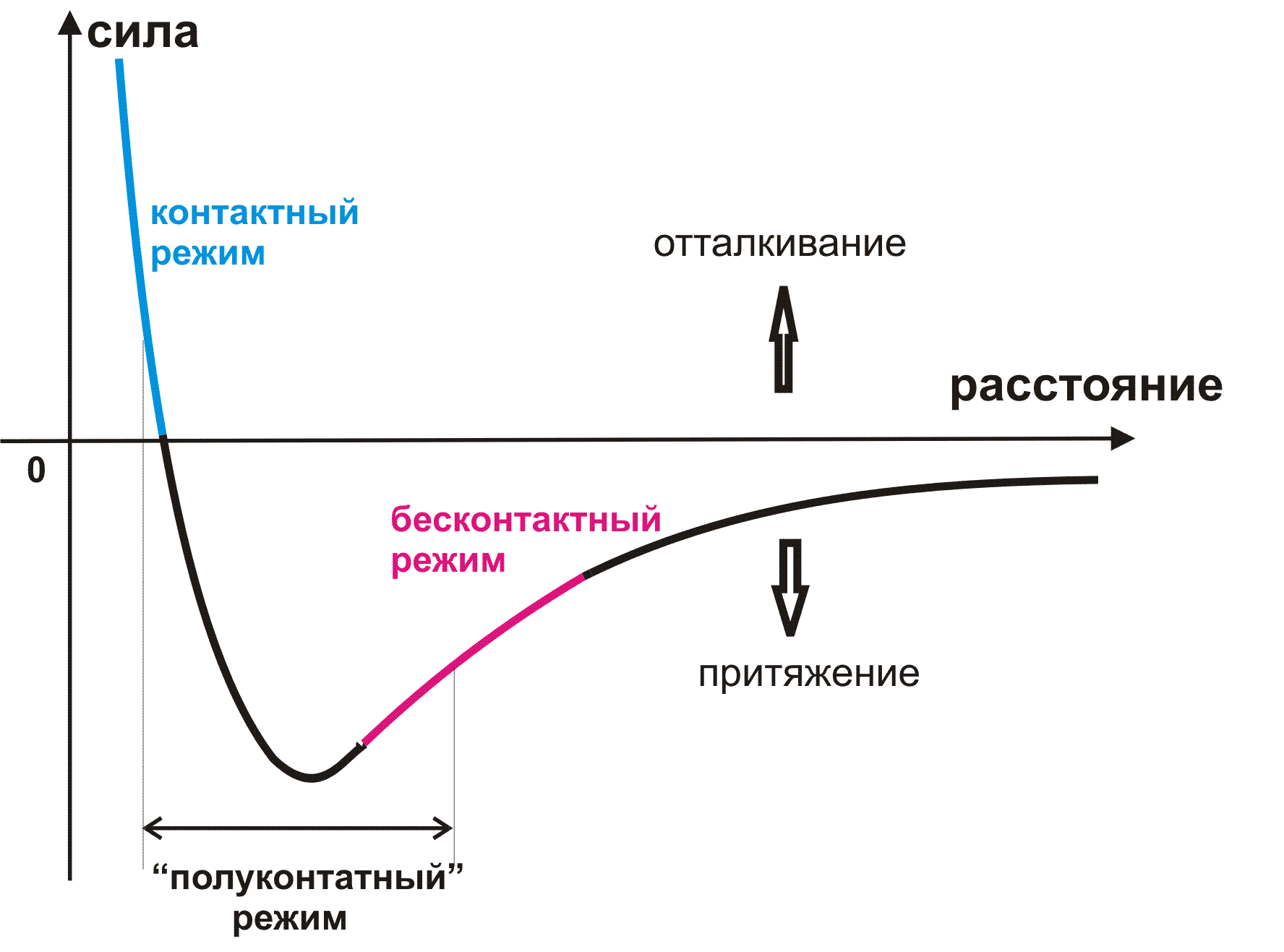
График зависимости силы Ван-дер-Ваальса от расстояния между кантилевером и поверхностью образца

Принцип работы атомно-силового микроскопа основан на регистрации силового взаимодействия между поверхностью исследуемого образца и зондом. В качестве зонда используется наноразмерное остриё, располагающееся на конце упругой консоли, называемой кантилевером. Сила, действующая на зонд со стороны поверхности, приводит к изгибу консоли. Появление возвышенностей или впадин под остриём приводит к изменению силы, действующей на зонд, а значит, и изменению величины изгиба кантилевера. Таким образом, регистрируя величину изгиба, можно сделать вывод о рельефе поверхности.
Под силами, действующими между зондом и поверхностью образца, подразумевают дальнодействующие силы Ван-дер-Ваальса, которые при малых расстояниях являются силами отталкивания, а при дальнейшем увеличении расстояния переходят в силы притяжения.
В зависимости от расстояния и вида сил между кантилевером и поверхностью образца можно разделить три режима работы атомно-силового микроскопа:
1. Контактный (англ. contact mode)
2. Бесконтактный (англ. non-contact mode)
3. Полуконтактный (англ. semi-contact mode или англ. tapping mode)

На приведённом рисунке справа расстояние принятое за ноль соответствует нулевому расстоянию между ядрами поверхностных атомов и наиболее выступающего атома кантилевера. Поэтому равновесная точка с минимумом потенциальной энергии находится на конечном расстоянии, соответствующем «границе» электронных оболочек атомов.

### Контактный режим работы атомно-силового микроскопа
При перекрытии оболочек атомов, которое возникает при контактном режиме работы атомно-силового микроскопа возникает отталкивание, аналогичное режиму работы профилометра. Наиболее выступающий атом кантилевера находится в непосредственном контакте с поверхностью. Обратная связь позволяет осуществлять сканирование в режиме постоянной силы, когда система поддерживает постоянной величину изгиба кантилевера. При исследовании чистой поверхности с перепадами высот порядка 10−10 м возможно использовать сканирование при постоянном среднем расстоянии между зондом и поверхностью образца. Движение кантилевера, в этом случае происходит на средней высоте над поверхностью образца. Изгиб кантелевера ΔZ, который пропорционален силе, действующей на зонд, измеряется для каждой точки. А изображение в этом режиме показывает пространственное распределение силы взаимодействия зонда с поверхностью.
Можно выделить несколько достоинств метода:
- Наибольшая, по сравнению с другими методами, помехоустойчивость;
- Наибольшая достижимая скорость сканирования;
- Обеспечивает наилучшее качество сканирования поверхностей с резкими перепадами рельефа.

А также недостатки метода:
- Наличие артефактов, связанных с наличием сил, направленных вдоль поверхности около ступеней;
- При сканировании на воздухе на зонд действуют также капиллярные силы из-за неизбежного присутствия на поверхности атомарного слоя воды, внося погрешность в определение высоты поверхности;
- Практически непригоден для изучения формы биологических объектов и органических материалов.

### Бесконтактный режим работы атомно-силового микроскопа
При работе в бесконтактном режиме зонд находится на расстоянии где действуют притягивающие силы. Пьезокерамика возбуждает резонансные колебания зонда. При этом особенности поверхности, посредством сил Ван-дер Ваальса приводят к сдвигу амплитудно-частотной и фазово-частотной характеристик колебаний. Возможно также измерять изменение высших гармоник сигнала.
Благодаря обратной связи, поддерживается постоянная амплитуда колебаний зонда, и измеряется частота и фаза в каждой точке поверхности. В другом режиме возможно использовать обратную связь для поддержания постоянной величины частоты или фазы колебаний.
Выделяют следующие достоинства метода:
- Отсутствует воздействие зонда на исследуемую поверхность.

А к недостаткам относят:
- Крайне чувствителен ко всем внешним шумам;
- Наименьшее разрешение;
- Наименьшая скорость сканирования;
- Функционирует лишь в условиях вакуума, когда отсутствует адсорбированный на поверхности слой воды;
- Загрязнение кантелевера во время сканирования меняет его частотные свойства.

В связи с множеством сложностей и недостатков метода, этот режим работы АСМ не нашёл широкого применения.

### Полуконтактный режим работы атомно-силового микроскопа
При работе в полуконтактном режиме, кантилевер также колеблется. В нижнем полупериоде колебаний кантилевер находится в области отталкивающих сил. Поэтому этот метод занимает промежуточное положение между контактом и бесконтактным методами.
Среди достоинств метода можно выделить:
- Универсальность по сравнению с другими методами АСМ, который позволяет на большинстве исследуемых образцов получать разрешение 1-5 нм
- Латеральные силы, действующие на зонд со стороны поверхности минимизированы, что упрощает интерпретацию получаемых результатов

Недостаток метода:
- Максимальная скорость сканирования уступает контактному режиму.

### Прочие силы
Несмотря на то что при описании работы атомно-силового микроскопа очень часто упоминаются лишь силы Ван-дер-Ваальса, в реальности со стороны поверхности действуют такие силы, как упругие силы, силы адгезии, капиллярные силы. Их вклад особенно очевиден при работе в полуконтактном режиме, когда вследствие «прилипания» кантилевера к поверхности возникают гистерезисы, которые могут существенно усложнять процесс получения изображения и интерпретацию результатов.
Кроме того, со стороны поверхности возможно действие магнитных и электростатических сил. Используя определённые методики и специальные зонды, можно узнать их распределение по поверхности.

## Конструкция атомно-силового микроскопа
Основными конструктивными составляющими атомно-силового микроскопа являются:
- Жёсткий корпус, удерживающий систему
- Держатель образца, на котором образец впоследствии закрепляется
- Устройства манипуляции

В зависимости от конструкции микроскопа возможно движение зонда относительно неподвижного образца или движение образца, относительно закреплённого зонда.
Манипуляторы делятся на две группы. Первая группа предназначена для «грубого» регулирования расстояния между кантилевером и образцом (диапазон движения порядка сантиметров), вторая — для прецизионного перемещения в процессе сканирования (диапазон движения порядка микрон).
В качестве прецизионных манипуляторов (или сканеров) используются элементы из пьезокерамики. Они способны осуществлять перемещения на расстояния порядка  10−10 м, однако им присущи такие недостатки, как термодрейф, нелинейность, гистерезис, ползучесть (крип).
- Зонд
- Система регистрации отклонения зонда. Существует несколько возможных систем:

- Оптическая (включает лазер и фотодиод, наиболее распространённая)
- Пьезоэлектрическая (использует прямой и обратный пьезоэффект)
- Интерферометрическая (состоит из лазера и оптоволокна)
- Ёмкостная (измеряется изменение ёмкости между кантилевером и расположенной выше неподвижной пластиной)
- Туннельная (исторически первая, регистрирует изменение туннельного тока между проводящим кантилевером и расположенной выше туннельной иглой)

- Система обратной связи
- Управляющий блок с электроникой

## Особенности работы
В сравнении с растровым электронным микроскопом (РЭМ) атомно-силовой микроскоп обладает рядом преимуществ. Так, в отличие от РЭМ, который даёт псевдотрёхмерное изображение поверхности образца, АСМ позволяет получить истинно трёхмерный рельеф поверхности. Кроме того, непроводящая поверхность, рассматриваемая с помощью АСМ, не требует нанесения проводящего металлического покрытия, которое часто приводит к заметной деформации поверхности. Для нормальной работы РЭМ требуется вакуум, в то время как большинство режимов АСМ могут быть реализованы на воздухе или даже в жидкости. Данное обстоятельство открывает возможность изучения биомакромолекул и живых клеток. В принципе, АСМ способен дать более высокое разрешение, чем РЭМ. Так, было показано, что АСМ в состоянии обеспечить реальное атомное разрешение в условиях сверхвысокого вакуума. Сверхвысоковакуумный АСМ по разрешению сравним со сканирующим туннельным микроскопом и просвечивающим электронным микроскопом.
К недостатку АСМ при его сравнении с РЭМ также следует отнести небольшой размер поля сканирования. РЭМ в состоянии просканировать область поверхности размером в несколько миллиметров в латеральной плоскости с перепадом высот в несколько миллиметров в вертикальной плоскости. У АСМ максимальный перепад высот составляет несколько микрон, а максимальное поле сканирования в лучшем случае порядка 150×150 мкм². Другая проблема заключается в том, что при высоком разрешении качество изображения определяется радиусом кривизны кончика зонда, что при неправильном выборе зонда приводит к появлению артефактов на получаемом изображении.
Обычный АСМ не в состоянии сканировать поверхность также быстро, как это делает РЭМ. Для получения АСМ-изображения требуется от нескольких минут до нескольких часов, в то время как РЭМ после откачки способен работать практически в реальном масштабе времени хотя и с относительно невысоким качеством. Из-за низкой скорости развёртки АСМ получаемые изображения оказываются искажёнными тепловым дрейфом, что уменьшает точность измерения элементов сканируемого рельефа. Для увеличения быстродействия АСМ было предложено несколько конструкций, среди которых можно выделить зондовый микроскоп, названный видеоАСМ. ВидеоАСМ обеспечивает получение удовлетворительного качества изображений поверхности с частотой телевизионной развёртки, что даже быстрее, чем на обычном РЭМ. Однако, применение ВидеоАСМ ограничено, так как он работает только в контактном режиме и на образцах с относительно небольшим перепадом высот. Для коррекции вносимых термодрейфом искажений было предложено несколько способов.
Нелинейность, гистерезис и ползучесть (крип) пьезокерамики сканера также являются причинами сильных искажения АСМ-изображений. Кроме того, часть искажений возникает из-за взаимных паразитных связей, действующих между X, Y, Z-манипуляторами сканера. Для исправления искажений в реальном масштабе времени современные АСМ используют программное обеспечение (например, особенность-ориентированное сканирование) либо сканеры, снабжённые замкнутыми следящими системами, в состав которых входят линейные датчики положения. Некоторые АСМ вместо сканера в виде пьезотрубки используют XY и Z-элементы, механически несвязанные друг с другом, что позволяет исключить часть паразитных связей. Однако в определённых случаях, например, при совмещении с электронным микроскопом или ультрамикротомами конструктивно оправдано использование именно сканеров на пьезотрубках.
АСМ можно использовать для определения типа атома в кристаллической решётке.

## Обработка полученной информации и восстановление полученных изображений
Как правило, снятое на сканирующем зондовом микроскопе изображение трудно поддается расшифровке из-за присущих данному методу искажений. Практически всегда результаты первоначального сканирования подвергаются математической обработке. Обычно, для этого используется программное обеспечение непосредственно поставляемое со сканирующего зондового микроскопа (СЗМ), что не всегда удобно из-за того, что в таком случае программное обеспечение оказывается установленным только на компьютере, который управляет микроскопом.

## Применение
Сканирующие зондовые микроскопы нашли применение практически во всех областях науки. В физике, химии, биологии используют в качестве инструмента исследования АСМ. В частности, такие междисциплинарные науки, как биофизика, материаловедение, биохимия, фармацевтика, нанотехнологии, физика и химия поверхности, электрохимия, исследование коррозии, электроника (например, МЭМС), фотохимия и многие другие.
Перспективным направлением считается[кем?] совмещение сканирующих зондовых микроскопов с другими традиционными и современными методами исследованиями, а также создание принципиально новых приборов. Например, совмещение СЗМ с оптическими микроскопами (традиционными и конфокальными микроскопами), электронными микроскопами, спектрометрами (например, спектрометрами комбинационного (рамановского) рассеяния и флюоресцентными), ультрамикротомами.